# Pia Maria
Pia Maria Außerlechner, bolj znana kot Pia Maria, avstrijska pevka * 21. maj 2003. 

## Kariera
Pia Maria je zastopala Avstrijo na tekmovanju za pesem Evrovizije 2022 v Torinu s skladbo »Halo« s DJ Lum!Xom.  Med promocijskimi predzabavami za Evrovizijo je Pia Maria prejela kritike zaradi vokalnih težav med nastopi v živo. Kasneje je bilo potrjeno, da so bile njene vokalne težave posledica dolgega COVID-a, pa tudi vokalistkine neizkušenosti z ušesnimi monitorji. Avstrijska delegacija je zato najela vokalno trenerko, ki je sodelovala s Pio Mario pri pripravi na tekmovanje. 
Po udeležbi na Evroviziji je Pia Maria napovedala izid svojega prvega solo singla z naslovom »I Know U Know«, ki je izšel v začetku junija. 

## Zasebno življenje
Pia Maria prihaja iz avstrijske dežele Tirolske. Izšolana je za vizažistko in dela v tirolskem državnem gledališču v Innsbrucku. Pia piše svoje pesmi že od svojega 16. leta. 

## Diskografija

### Pesmi
| Naslov                                                                             | Leto | Najvišja uvrstitev na lestvicah | Najvišja uvrstitev na lestvicah |
| Naslov                                                                             | Leto | AUT                             | LTU                             |
| ---------------------------------------------------------------------------------- | ---- | ------------------------------- | ------------------------------- |
| »Halo« (skupaj z Lum!Xom)                                                          | 2022 | 6                               | 68                              |
| »I Know U Know«                                                                    | 2022 | —                               | —                               |
| »White Noise«                                                                      | 2022 | —                               | —                               |
| »Love Is a Circus«                                                                 | 2023 | —                               | —                               |
| »Reckless Heart«                                                                   | 2023 | —                               | —                               |
| »Mess With Me«                                                                     | 2024 | —                               | —                               |
| »—« označuje singel, ki se ni uvrstil na lestvico ali ni bil izdan na tem ozemlju. |      |                                 |                                 |